# 霍克 (亞利桑那州)
霍克（英語：Houke）是位於美國亞利桑那州阿帕契縣的一個人口普查指定地區。根據2010年美國人口普查，該地人口為1024人，而該地的面積約為110.03平方千米。

## 地理
霍克的座標為35°17′01″N 109°14′16″W / 35.28361°N 109.23778°W，而該地最高點為海拔高度1839米（即6035英尺）。